# 張廷棟 (萬曆進士)
張廷棟（？—？），字國材，號吉宇，福建漳州府龍溪縣人，民籍，明朝政治人物。

## 生平
萬曆四年（1576年）丙子科福建鄉試第二十九名。萬曆八年（1580年）庚辰科三甲一百六十七名進士。通政司觀政，本年授行人司行人，十三年复除原官，十七年行取，升礼部儀制司主事，致仕卒。

## 家族
曾祖張綽，曾任刑部郎中；祖父張主恩，曾任壽官；父張師洛。母葉氏。